# لاوبيرورن
لاوبيرورن (بالإنجليزية: Lauberhorn)‏ هو أحد جبال سلسلة جبال الألب البرنية وجزء من القمة الأم تشوغين (فينغين) يقع في كانتون برن، سويسرا. يبلغ ارتفاع الجبل حوالي 2472 متر، بينما يبلغ ارتفاع نتوء الجبل 122 متر.